# 7. pehotni polk (Italija)
7. pehotni polk Cuneo (izvirno italijansko 7º Reggimento fanteria) je bil pehotni polk (Kraljeve) Italijanske kopenske vojske.

## Zgodovina
Med prvo svetovno vojno je bil polk udeležen v bojih soške fronte in med drugo svetovno vojno je bil nastanjen v Franciji in Grčiji.